# Chantal Prins
Chantal Prins is een Nederlands actrice en zangeres. Ze werd vooral bekend als Love Piet in theatervoorstellingen, televisieseries en films rond Sinterklaas.

## Biografie en carrière
Prins brak in 2014 door toen ze de rol van Love Piet ging vertolken. Op YouTube behaalde ze vele miljoenen views met haar nummer Pietenliefde. In de jaren die volgden speelde ze onder dit alter ego mee in diverse theatervoorstellingen, televisieseries en films rond Sinterklaas. Ook heeft ze als Love Piet een YouTube-kanaal waarop jaarlijks rond sinterklaastijd video's worden geplaatst. Ook heeft ze een tiktokaccount.